# Четырёхпалая саламандра
Четырёхпалая саламандра (лат. Hemidactylium scutatum) — вид хвостатых земноводных из семейства безлёгочных саламандр. Единственный в роде Hemidactylium.
Общая длина достигает 7,5 см. Голова небольшая (у самцов она почти квадратная и несколько удлиненная, у самок — короткая и округлая), морда короткая. Туловище и конечности вытянуты. На конечностях по 4 пальца. Отсюда и название этой саламандры. Хвост среднего размера, постепенно сужается. Окраска спины колеблется от оранжево-коричневого до красно-бурого цвета, бока сероватые. Брюхо белое.
Любит сфагновые болота среди лесов. Способна отбрасывать хвост подобно ящерицам. Активна в сумерках и ночью. Питается членистоногими и насекомыми.
Половая зрелость наступает в 3 года. Спаривание происходит в течение всего лета, но только следующей весной самка откладывает около 30 яиц в углубление почвы или под мох, прикрывая яйца своим телом. Развитие яиц продолжается 38—60 дней, личинки появляются длиной около 12 мм. Дальнейшее развитие личинок происходит в воде болот между кочками, куда они активно переползают. У личинок имеются наружные жабры, хвост окаймлен кожистой складкой. Через 6 недель пребывания в воде они заканчивают метаморфоз, имея длину 18—25 мм. Половая зрелость наступает в возрасте 2,5 лет.
Вид распространён от провинций Онтарио и Новая Шотландия в Канаде до Алабамы и Джорджии на юге и Арканзаса и Миссури на западе США.